# Stanotte e ogni notte
Stanotte e ogni notte (Tonight and Every Night) è un film del 1945 diretto da Victor Saville.

## Trama
Durante la Seconda Guerra Mondiale, nella Londra martoriata dai bombardamenti tedeschi, il teatro "Music Box" mantiene con orgoglio le sue rappresentazioni serali, offrendo un raro momento di svago alla popolazione. L'arrivo di Tommy Lawson, un giovane e talentuoso ballerino, suscita l'interesse delle americane Rosalind Bruce e Judy Kane, due vivaci showgirl che lo aiutano a perfezionare le sue coreografie e a entrare nella compagnia. Una sera, il pilota della RAF Paul Lundy assiste allo spettacolo e rimane affascinato da Rosalind. Un allarme aereo li costringe a rifugiarsi insieme nel seminterrato del teatro dove Rosalind, inizialmente, respinge le sue avances. Tuttavia, un incontro casuale in un ristorante dopo un bombardamento segna l'inizio della loro frequentazione. Un malinteso porta Rosalind a sentirsi ingannata da Paul ma un successivo chiarimento e la partenza imminente di lui per una missione li riconciliano con un bacio d'addio. Nel frattempo, Tommy, segretamente innamorato di Rosalind, affoga la sua delusione nell'alcool, mentre Judy, a sua volta innamorata di Tommy, osserva con tristezza il suo dolore. Tornato dalla missione con l'intenzione di chiedere a Rosalind di sposarlo, Paul fu subito richiamato per un'altra missione. Due settimane di silenzio gettano Rosalind nello sconforto, facendole temere di essere stata dimenticata. L'arrivo del padre di Paul, il reverendo Gerald Lundy, con una Bibbia e un messaggio in codice, svela la verità sulla sua prolungata assenza e porta a una proposta di matrimonio inaspettata. Tommy, venuto a conoscenza del fidanzamento, predice un addio di Rosalind al teatro. Sebbene Paul, tornato dalla missione, abbia in mente una romantica luna di miele in Canada, Rosalind esita a lasciare il teatro, desiderando che Tommy accetti la sua scelta prima della sua partenza. Mentre Tommy cerca di superare la sua infelicità per la decisione di Rosalind rifugiandosi nell'alcool, Judy, che nutre un amore non dichiarato per lui, tenta di offrirgli conforto. Mentre si trovano insieme in un pub, un bombardamento interrompe le loro giovani vite. Nonostante il lutto, lo spettacolo deve continuare ma troverà Rosalind la forza di esibirsi ancora?